# Marja Ruigrok
Maria Helena (Marja) Ruigrok (Gorinchem, 30 oktober 1965) is een Nederlands politica van de VVD. Voorheen was zij ondernemer en gemeenteraadslid en fractievoorzitter van de VVD-fractie in de gemeenteraad van Amsterdam. Thans is zij wethouder Economie en Innovatie, Verkeer en Vervoer, Cultuur, Toerisme en evenementenbeleid in de gemeente Haarlemmermeer en dagelijks bestuurslid van de vervoerregio Amsterdam.

## Biografie
Ruigrok werd geboren als jongste in een gezin van vier kinderen in Gorinchem. Op haar vierde verhuisde het gezin naar Drachten alvorens zij verhuisde naar Amsterdam. Zij slaagde in 1985 aan het Ichtus College voor het gymnasium B. Ze behaalde in 1986 haar propedeuse in de Nederlandse taal en letterkunde en in 1990 haar doctoraal in de communicatiewetenschap aan de Universiteit van Amsterdam. In 1991 richtte ze marktonderzoeksbedrijf Ruigrok MC (later hernoemd 'Ruigrok NetPanel') op. Zij bleef hier als oprichtster en directeur aan verbonden tot haar wethouderschap in Haarlemmermeer in 2019.

## Politieke carrière
In november 2009 maakte Ruigrok bekend zichzelf kandidaat te stellen voor de gemeenteraadsverkiezingen voor de gemeenteraad van Amsterdam namens de VVD. Zij kreeg de tweede plaats op de kieslijst en werd op 3 maart 2010 verkozen tot raadslid in Amsterdam met achtduizend voorkeursstemmen. Bij de verkiezingen in 2014 werd zij herkozen als raadslid. Op 17 juni van datzelfde jaar volgde zij Robert Flos op als fractievoorzitter van de lokale VVD-fractie. In de Amsterdamse gemeenteraad zette zij zich voornamelijk in voor zelfstandige ondernemers en maakte zij zich hard tegen straatintimidatie. Ze kwam op de proppen met het keurmerk Made in Amsterdam voor Amsterdamse bedrijven en het initiatief om inwoners te betrekken bij het vernoemen van naamloze bruggen. Kritiek kreeg Ruigrok voor haar rol in het verdwijnen van de bestuurscommissies in de stadsdelen. Ruigrok stelde stellig vast niet dol te zijn op deze commissies en pleitte ervoor deze te laten vervangen door adviescommissies met door het college van B&W benoemde bestuurders, in plaats van gekozen bestuurders.
In december 2017 maakte zij bekend te stoppen met het raadswerk om zich op andere zaken dan politiek te focussen. Ze kwam op een niet-kiesbare plek als lijstduwer op de kieslijst en werd campagneleider voor de VVD in Amsterdam. Op 28 maart 2018 hield ze haar laatste bijdrage in de Amsterdamse gemeenteraad. Na het stoppen van haar politieke carrière werd zij lid van de Raad van Toezicht van het Jongeren Cultuurfonds, Voorzitter Raad van Commissarissen NDSM Energie en ambassadeur van AmsterdamMade. Op 21 december 2018 kwam Ruigrok echter alweer terug op haar beslissing te stoppen en maakte ze bekend kandidaat-wethouder te zijn voor de nieuwe gemeente Haarlemmermeer, die per 1 januari 2019 was ontstaan door de fusie tussen de voormalige gemeentes Haarlemmermeer en Haarlemmerliede en Spaarnwoude. Op 10 januari 2019 werd ze geïnstalleerd tot wethouder in het Haarlemmermeerse college namens de lokale VVD-fractie in Haarlemmermeer waar zij de portefeuilles Economie, Innovatie, Verkeer & Vervoer, Cultuur, Bedrijventerrein, Toerisme en evenementenbeleid op zich heeft. Tevens is ze eindverantwoordelijke voor de projecten N200 en de realisatie van Sugar-City.
Daarnaast is ze sinds 19 maart 2019 lid van het dagelijks bestuur van de vervoerregio Amsterdam.